# City of London School
 (avril 2025).

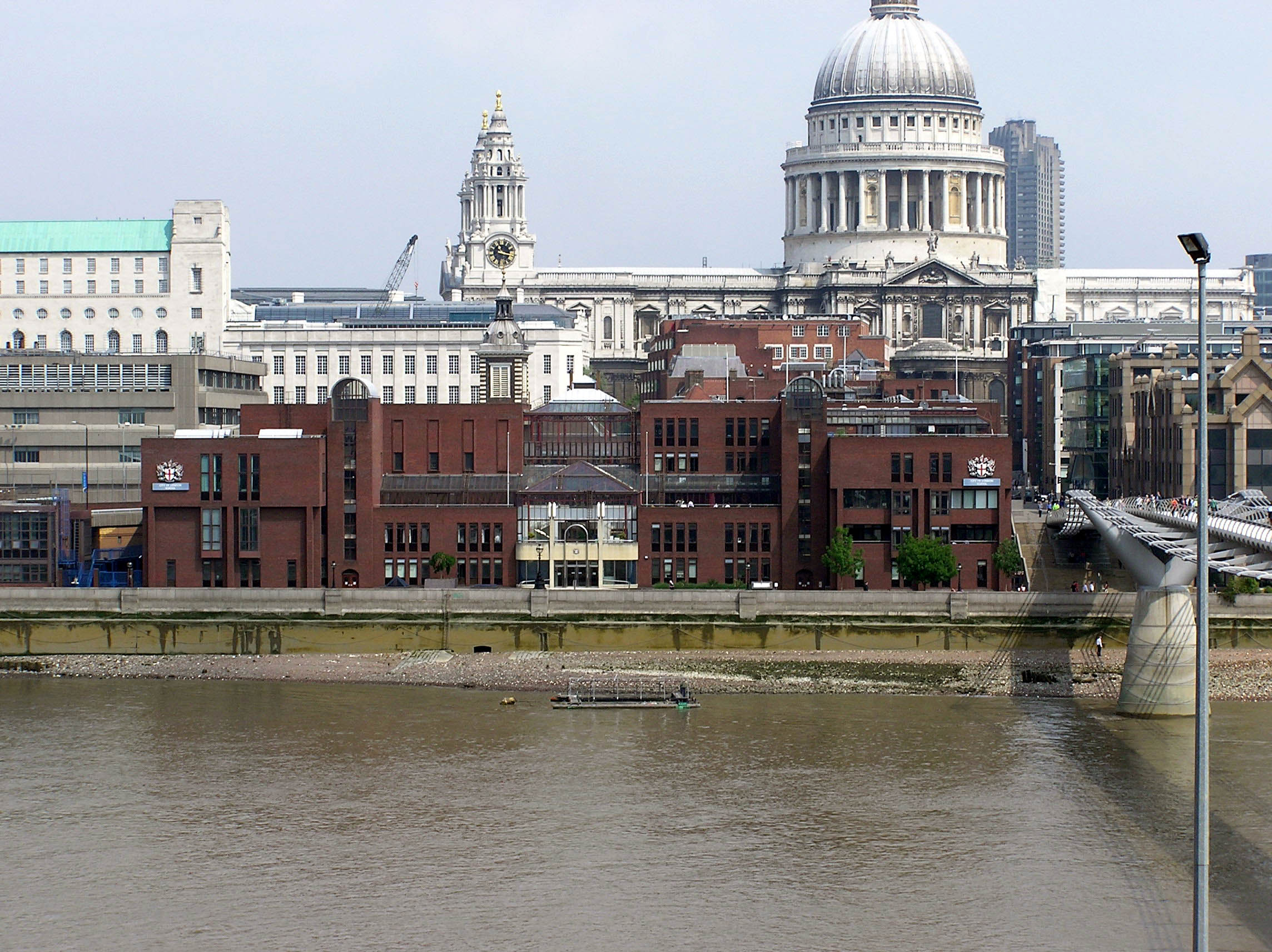
Vue sur la façade de briques rouges de la City of London School, sur les bords de la Tamise. La cathédrale Saint Paul est en arrière-plan. Le Millennium Bridge est du côté droit. Cette vue a été popularisée, notamment dans un film, en 2005 The Constant Gardener.

City of London School (CLS) est une école publique de garçons sur les bords de la Tamise dans la Cité de Londres, à Londres, en Angleterre. Il existe également une école pour filles. L'entrée se fait entre 10 et 18 ans ; la plupart des enfants y entrent à l'âge de 11 ans et un moins grand nombre y entre pour les deux dernières années, soit à 16 ans.

## Histoire

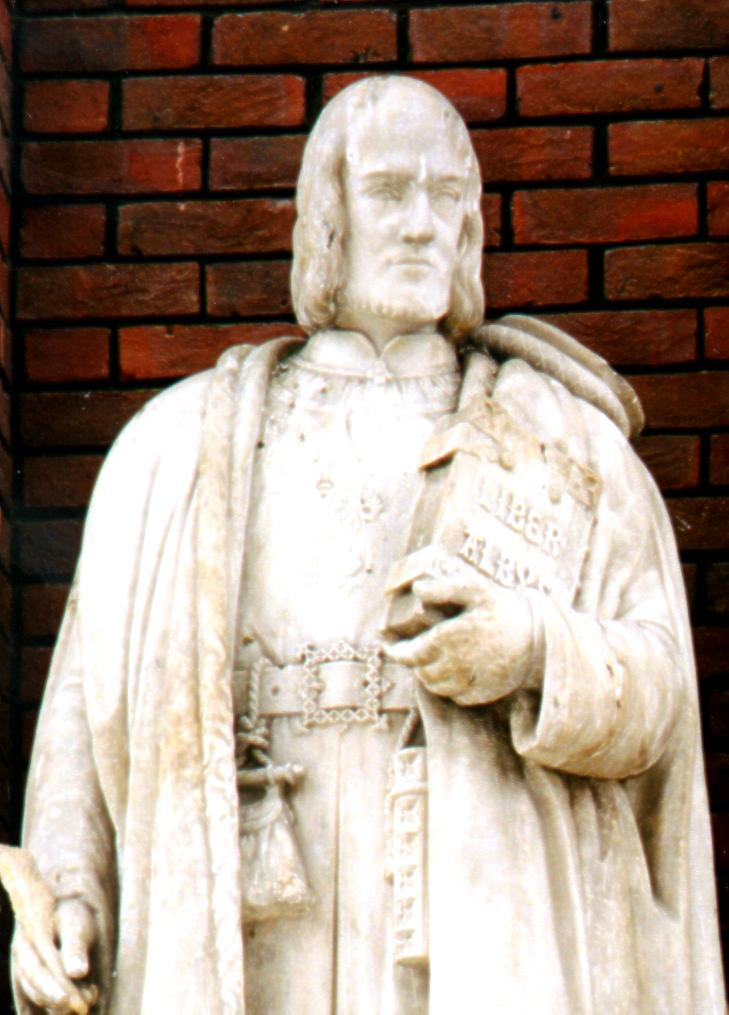
Statue de John Carpenter (1372–1442) par Samuel Dixon, située sur le mur de l'atrium vitré de la City of London School, au-dessus de la porte donnant sur le balcon du Grand Hall. De cette position, il « voit » toute la splendeur du dôme de la cathédrale Saint-Paul.

The City of London School trouve son origine dans un legs foncier de John Carpenter, greffier de la ville de Londres. À sa mort en 1442, on découvrit que Carpenter avait fait de nombreux legs, la plupart à sa famille, mais certains à des œuvres caritatives. Aucun legs ne figurait pour soutenir directement l'éducation des garçons de la Cité de Londres. Cependant, un legs foncier fut laissé à deux amis de confiance, conscients du désir de Carpenter de léguer un héritage destiné à soutenir les enfants. Le terrain fut alors transmis à John Don, un homme influent de la Cité de Londres. À sa mort, Don laissa son propre testament reprenant les termes du legs foncier de Carpenter et ses intentions concernant le terrain: « Pour trouver et élever quatre enfants de pauvres, en leur fournissant nourriture, boisson, vêtements, instruction dans les écoles, les universités, etc., jusqu'à ce qu'ils soient préférés, puis d'autres à leur place pour toujours. » Les quatre garçons devinrent connus sous le nom des « Enfants de Carpenter »,.
On sait peu de choses sur les premières années de ce legs. Ce legs fut administré par la Corporation de Londres vers 1460, et un petit collège fut fondé à côté de la chapelle de Guildhall, utilisant également les installations de la bibliothèque de la chapelle. Bien que cette situation ait perduré pendant plus de 70 ans, les premières traces certaines de l'existence des Enfants de Carpenter ne remontent qu'à 1536 ; on ignore donc qui étaient ces garçons, ce qu'ils ont appris et où ils vivaient. En 1547, en vertu de la loi sur les Chantries, la chapelle et la bibliothèque de Guildhall furent confisquées. Le financement des quatre garçons fut également interrompu. La Corporation de Londres conserva le contrôle de la succession de Carpenter et les comptes des 300 ans suivants montrent que l'argent continua d'être dépensé pour des prestations sociales destinées aux enfants, comme la fourniture de nouveaux manteaux à chaque enfant ou l'accès à l'éducation.
En 1823, un rapport publié par la Commission de charité révéla qu'au fil des siècles, les revenus du legs avaient largement dépassé les dépenses d'éducation des garçons. En réponse à ce rapport, la Corporation de Londres indiqua avoir « pris grand soin… de rechercher dans ses archives et ailleurs le testament de John Carpenter, sans succès ». Si la Corporation avait plutôt recherché le testament de John Don, elle aurait reçu des indications sur l'utilisation de l'argent.
En l'absence de ces orientations, des discussions commencèrent sur l'utilisation de l'argent du legs. Le Comité des terres de la ville suggéra dans un rapport que le legs soit consacré à l'éducation d'un plus grand nombre de garçons, approche adoptée en 1826. Plusieurs personnes, dont Richard Taylor, imprimeur et assistant à la fondation de l'University College London, pressèrent la Corporation de Londres d'utiliser le legs pour créer un externat pour le plus grand nombre possible de garçons. En 1830, ils proposèrent la création de la City of London Corporation School, avec Taylor comme gouverneur, sur le site de Workhouse désaffecté de Londres. Entre-temps, un petit nombre de garçons, connus sous le nom d'élèves de Carpenter, furent envoyés à l'école de Tonbridge. Une loi du Parlement, la loi de 1829 sur l'état du Workhouse de Londres (10 Geo. 4. c. 43), fut adoptée pour transformer Workhouse en école, et des gouverneurs furent nommés. Les conditions de vie sur le site du Workhouse s'étaient détériorées et des fonds importants étaient nécessaires à son entretien. Les seuls fonds disponibles étaient cependant les mêmes 300 £ (environ 30 000 £ en 2016). un budget annuel que Workhouse avait reçu.

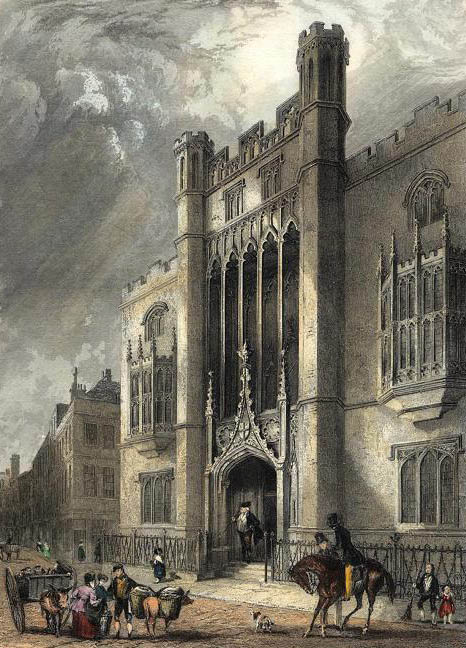
Une gravure des années 1830 montrant le bâtiment scolaire de 1835 à 1883 dans Milk Street.

Au cours des années suivantes, le projet d'hospice fut jugé irréaliste par la délégation du maire de la Cité de Londres et par le Comité des terres de la Cité (Taylor en était membre), et d'autres projets furent proposés. En 1832, Warren Stormes Hale, qui estimait que le projet d'hospice ne constituait pas la meilleure utilisation de l'héritage de Carpenter, fut nommé au Comité des terres de la Cité. Il en devint président en 1833 et fut considéré comme le deuxième fondateur de la City of London School, après Carpenter.
À ce stade, le Comité des terres de la ville commença à chercher de meilleurs emplacements pour une école. Son choix se porta sur le marché de Honey Lane, situé sur Milk Street. Cependant, ce projet se heurta aux mêmes difficultés de financement que celui de l'hospice : seulement 300 £ par an étaient disponibles, ce qui était insuffisant pour construire et entretenir une école. Ce problème ne fut reconnu qu'à l'arrivée du projet de loi portant création de l'école à la Chambre des Lords. Un projet de loi modifié fut finalisé en 1834, supprimant toute référence à l'hospice de Londres et répondant aux objections des Lords.
Le projet de loi modifié a été adopté en tant que loi du Parlement. C'est cette loi qui a fondé la City of London School, qui comptait initialement environ 400 élèves. La loi a donné à la Corporation de Londres le devoir de maintenir une école sur le site du marché de Honey Lane et a ainsi donné le contrôle de presque tous les aspects de la gestion de l'école à la corporation. Un comité a également été créé pour gérer l'école, avec Hale comme président. Bien que les pouvoirs du comité aient été initialement limités, ils ont acquis plus de contrôle au fil du temps à mesure qu'ils prenaient des décisions importantes pour l'école.
La loi accorda à la nouvelle école un budget annuel de 900 £ (environ 107 000 £ en 2016)[1] provenant du legs, tandis que les administrateurs de la City of London Corporation School, qui souhaitaient toujours mettre en œuvre leur idée originale, ne gagnèrent rien, conservant uniquement les revenus de l'ancien hospice[2]. Hale et la Corporation de Londres étaient également désireux de créer cette deuxième école, proposée par les administrateurs de la City of London Corporation School. Malgré leurs efforts, l'autre école ne fut fondée qu'en 1854, sous le nom de Freemen's Orphanage School, à Brixton, avec Hale comme président. La Freemen's Orphanage School existe toujours aujourd'hui sous le nom de City of London Freemen's School dans le Surrey.

### Établissement à Milk Street

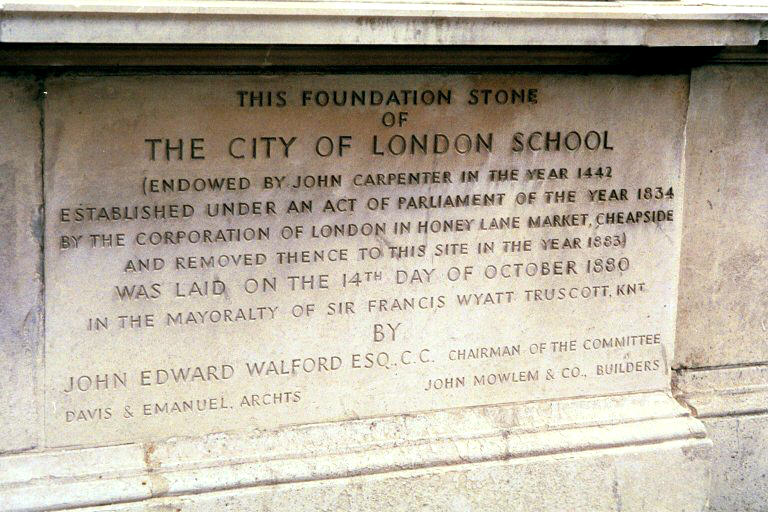
Première pierre de l'école de la ville de Londres

La première pierre de la nouvelle école fut posée par Lord Brougham en 1835 dans les locaux de Milk Street, dans la Cité de Londres, près de Cheapside, sur une partie du site de l'ancien marché de Honey Lane. L'école ouvrit ses portes en 1837.
L'école était remarquable pour son époque à plusieurs égards. Elle ne pratiquait aucune discrimination religieuse envers les élèves (à une époque où la plupart des écoles publiques étaient à dominante anglicane) ; elle accueillait des élèves issus de familles non-conformistes et juives. De plus, contrairement à d'autres écoles indépendantes établies, c'était un externat (bien qu'il y ait eu quelques pensionnaires au début, aucun internat n'a jamais été créé). Elle promouvait également un système d'éducation pratique et progressiste, très en avance sur son temps. Ce fut la première école en Angleterre à inclure les sciences au programme et à inclure des expériences scientifiques dans son enseignement,.Elle offrait également un enseignement dans des matières commerciales. Cela ne diminua cependant pas son enseignement dans les matières traditionnellement privilégiées par les écoles publiques traditionnelles, et elle envoya des érudits classiques et mathématiques à Oxford et à Cambridge tout au long du XIXe siècle. Parmi eux figuraient le classiciste, théologien et spécialiste de Shakespeare Edwin Abbott Abbott (dont l'exploration mathématique d'un monde en autres dimensions, Flatland, est toujours imprimée et qui retourna à l'école en tant que directeur), John Robert Seeley – un érudit en études classiques devenu professeur Regius d'histoire moderne à l'université de Cambridge et H. H. Asquith, qui, bien que formé en tant qu'érudit classique, devint plus tard Premier ministre britannique.

### Déménagement

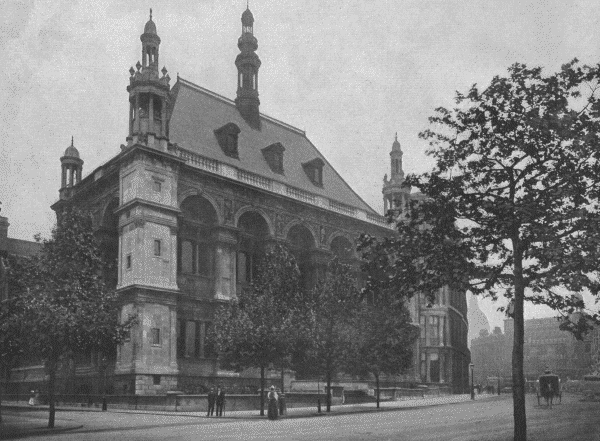
École de la ville de Londres – Une ancienne photographie du bâtiment scolaire de 1883 à 1986

L'école a finalement dépassé son site d'origine. Alors que certaines écoles publiques ont quitté le Grand Londres à la fin du XIXe siècle, la direction et le comité de la Cité de Londres ont décidé conjointement de rester dans la capitale, car elle était considérée comme un environnement stimulant pour l'éducation. [réf.  nécessaire] Une loi scolaire de la Cité de Londres de 1879 (c.63) a autorisé l'école à déménager vers un nouveau site dans la Cité de Londres à Blackfriars sur le Victoria Embankment surplombant la Tamise. L'école a déménagé en 1883 et le nouveau bâtiment a été inauguré par le prince de Galles (le futur roi Édouard VII). En 1887, la Cour divisionnaire et la Cour d’appel ont déterminé que la City of London School était une école publique.
En novembre 1912, le Comité d'éducation nomme Cyril Burt psychologue au département de l'officier d'éducation. En Grande-Bretagne, il s'agit de la première nomination dans un domaine de la psychologie en dehors d'une université.  [réf.  nécessaire] De 1913 à 1931, Burt examine les élèves proposés pour être admis dans des écoles spéciales. Son mandat comprend la sélection et la recherche.
En 1920, un accord fut conclu permettant à tous les jeunes choristes de l'Église du Temple de bénéficier de bourses d'études à la City of London School. En 1926, cet accord fut étendu aux jeunes choristes de la Chapelle Royale du Palais Saint-James. Parmi les choristes figurait Ernest Lough, dont l'enregistrement de « O for the wings of a dove» de Mendelssohn avec le Temple Choir en 1927 le rendit mondialement célèbre ; en 1962, il devint le premier disque classique à se vendre à plus d'un million d'exemplaires.  [réf.  nécessaire] Un autre musicien formé à l'école était le violoncelliste Steven Isserlis.

### Deuxième guerre mondiale

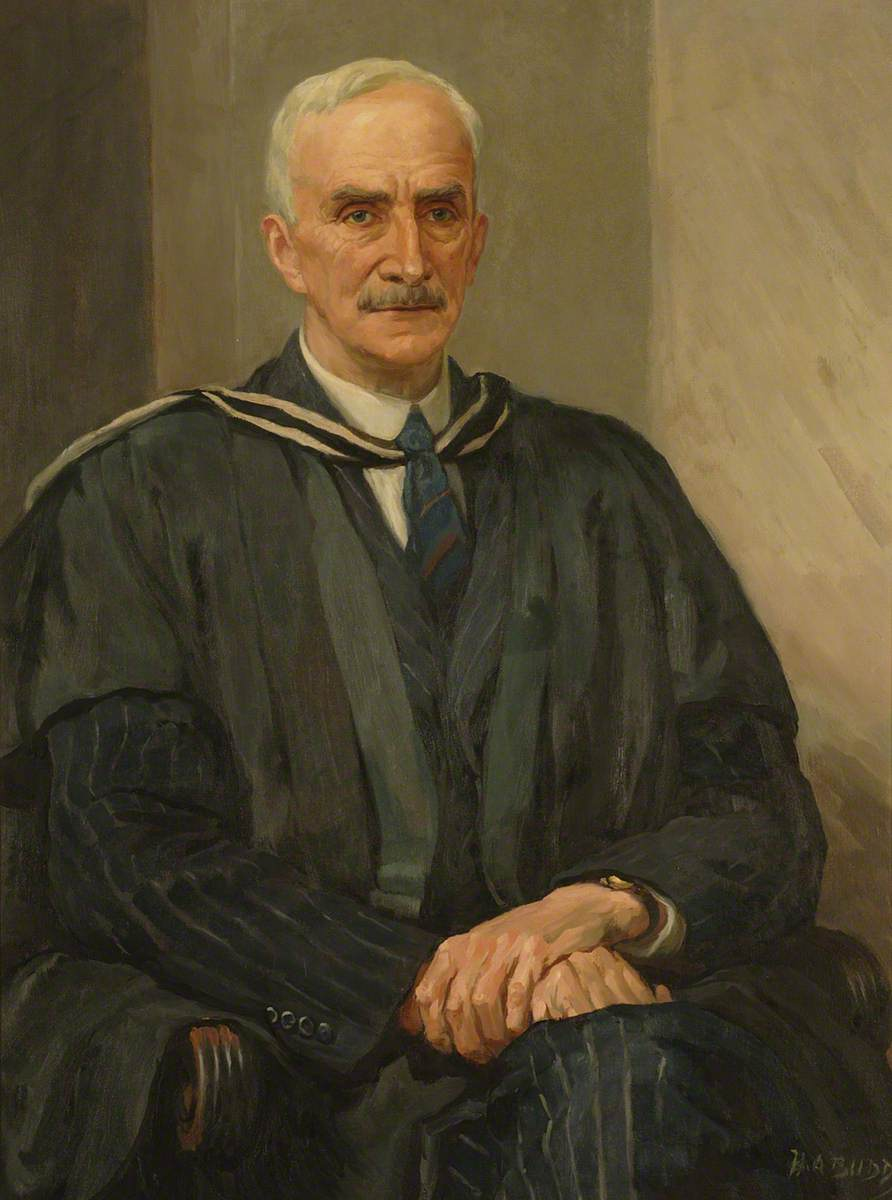
Le directeur Francis Dale(peinture de Herbert Ashwin Budd)

En 1938, le directeur F.R. Dale a conclu un accord avec George Turner, directeur du Marlborough College, pour évacuer l'école si cela devenait nécessaire. Le 1er septembre 1939 [pas clair], après l'invasion allemande de la Pologne et le début de la Seconde Guerre mondiale, la majorité de l'école a été envoyée au Marlborough College par train.
L'accord avec le Marlborough College ne prévoyait pas de logement. Turner écrivit donc au maire de Marlborough pour demander un logement en ville. Nombre de ces logements étaient occupés par des soldats et des femmes travaillant pour le ministère de la Santé à l'époque. La première nuit, les garçons dormirent donc dans le gymnase de l'école, avant d'être transférés dans les logements de la ville la nuit suivante.
Au début du trimestre de Marlborough, un arrangement fut conclu pour que les élèves de la City of London aient cours pendant les matchs des élèves du Marlborough College, et inversement. Les difficultés rencontrées à Marlborough allaient de la recherche d'un bureau pour le directeur Dale à la mobilisation du personnel de cuisine pour préparer les repas des deux écoles. Les ressources étaient limitées et les épidémies de grippe et de rubéole étaient fréquentes. Comme beaucoup d'autres écoles évacuées vers la campagne, les effectifs de la City of London School passèrent de 700 à 430 élèves pendant la guerre, bien qu'aucun élève ne soit tué ou blessé directement sous les tirs ennemis.
Les dispositions prises au Marlborough College ont permis aux élèves de renforcer les clubs et associations de l'établissement. Parmi eux, un club de théâtre, dans lequel Kingsley Amis jouait un rôle important.
Le Marlborough College lui-même a subi une certaine menace de la guerre. Le ministère de la Production aéronautique s'y était également installé et, en 1942, des bombes sont tombées à proximité. En 1944, la guerre s'étant calmée, la City of London School est retournée à son emplacement sur le Victoria Embankment, qui n'avait subi aucun dommage structurel pendant le Blitz. Des abris antiaériens ont été construits sur place par mesure de précaution.
Peu après la réouverture du bâtiment, une bombe s'abattit sur le palais de justice voisin, obligeant les élèves à rentrer chez eux pendant une semaine. Cependant, certains élèves devaient passer des examens publics. Le Marlborough College leur ayant refusé l'autorisation de passer ces examens, il fut décidé que les garçons passeraient les épreuves du Higher Certificate dans la crypte du Guildhall.
Il a fallu plus de cinq ans à l’école pour se remettre des effets de la guerre. De nombreux anciens citoyens ont été tués pendant la guerre. Aujourd'hui, un mémorial, installé dans la cour de l'école depuis l'escalier principal de l'ancien site de Blackfriars, rend hommage aux anciens citoyens tombés lors des deux guerres mondiales. Une cérémonie commémorative annuelle, à laquelle participent des membres de la Force combinée des cadets, a lieu le vendredi le plus proche de l'Armistice, en novembre.

### Modernisation et déménagement vers Queen Vicotria Street
L'école a connu de nombreux changements durant son séjour sur le Victoria Embankment. Le programme scolaire a été consolidé au tournant du siècle, le Corps des cadets combinés a été modernisé, le système de maisons a été réorganisé, la « mission », qui est aujourd'hui l'appel annuel à la charité, a été lancée et une organisation de service communautaire a été créée comme alternative au Corps des cadets combinés. Il était obligatoire pour tout garçon, au-delà de la troisième année, de servir dans l'une de ces organisations pendant au moins cinq trimestres scolaires. Cette tradition perdure encore aujourd'hui. En 1925, l'école a acquis son terrain de sport à Grove Park, à Lewisham. Ce site comprenait un pavillon, comprenant des bureaux, des vestiaires, des toilettes et des douches, conçu par l'ancien citoyen Ralph Knott, pour servir également de mémorial aux anciens citoyens morts pendant la Première Guerre mondiale. Lorsque J. A. Boyes est devenu directeur en 1964, de nouvelles modernisations ont été apportées au bâtiment. Avec l'augmentation du nombre d'élèves au fil des ans, la surpopulation est devenue un problème. Le directeur Boyes pensait qu'un nouveau bâtiment moderne était nécessaire pour l'école et ses efforts ont permis d'obtenir un site sur les rives de la Tamise pour une nouvelle installation.
En 1986, la City of London School a déménagé vers son site actuel, dans des locaux spécialement construits, rue Queen Victoria (face au College of Arms et juste en dessous de la cathédrale Saint-Paul) d'un côté et face aux rives de la Tamise de l'autre. Les activités scolaires ont été transférées dans les nouveaux locaux pendant les vacances d'été 1986, juste à temps pour l'année scolaire 1986-1987, et une cérémonie d'inauguration officielle du bâtiment, par la princesse Anne, a eu lieu en 1987. Le Millennium Bridge jouxte les bâtiments scolaires.

## Bâtiments

### Milk Street (1837–1883)

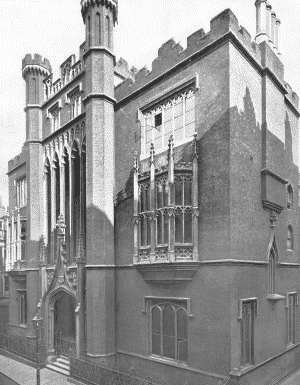
An early photograph of the Milk Street building used by the school in 1837–1883

Le bâtiment original de Milk Street a été conçu par l'architecte J.B. Bunning, alors architecte de la Cité de Londres. Il a été conçu dans un style néogothique Tudor,,.

### Victoria Embankment (1883–1986)

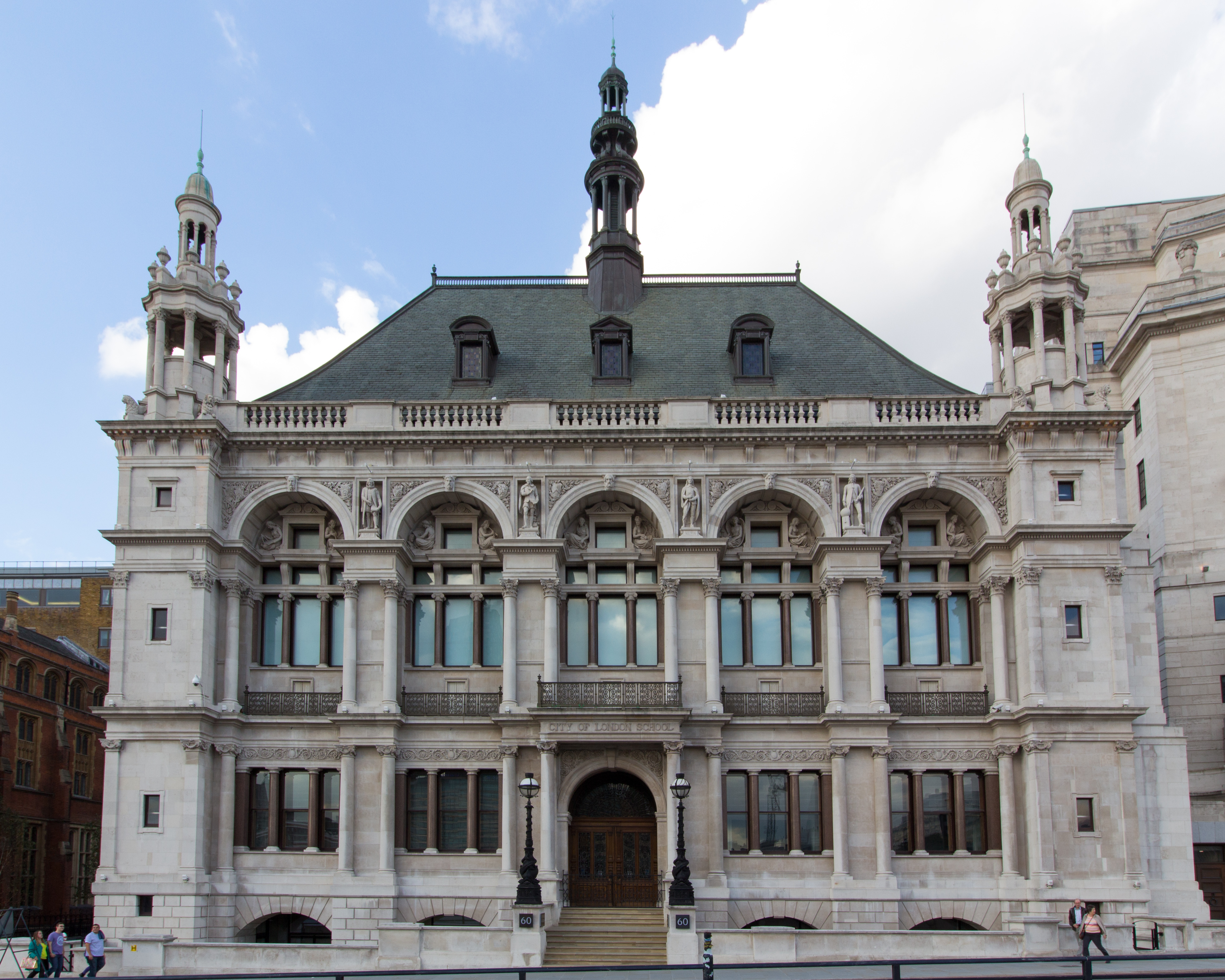
A modern (2015) photo of the Victoria Embankment building used by the school in 1883–1986

Le bâtiment Victoria Embankment, un grand bâtiment dont on dit qu'il est de style Renaissance italienne mais qui est en réalité de style victorien élevé avec un toit en pente raide ressemblant à celui d'un château français, a été conçu par Davis et Emanuel et construit par John Mowlem & Co. pour un coût supérieur à 100 000 £ (environ 11 158 064,52 £ en 2016). Les concepteurs ont conçu l'école comme « incroyablement non scolaire, un peu comme un palais des expositions permanent ».
Sur la façade du bâtiment se trouvent des statues de Shakespeare, Milton, Bacon, Newton et Sir Thomas More, « les quatre premiers soulignant les traditions littéraires et scientifiques de l'école [et] le dernier étant un martyr religieux, un avocat célèbre et l'auteur d'Utopia. ».
Le bâtiment demeura le siège de la City of London School pendant un siècle, bien que le site s'étendit pour inclure non seulement le bâtiment d'origine sur Victoria Embankment, mais aussi une série de bâtiments perpendiculaires le long de John Carpenter Street, qui porte le nom du fondateur de l'école, ainsi que d'autres bâtiments construits à l'arrière, le long de Tudor Street, avec la cour de récréation, les courts Fives et le cloître à l'intérieur du site. Ces autres bâtiments furent démolis lors du nouveau déménagement de l'école en 1986. L'école jouxtait alors la City of London School for Girls, fondée par la City of London Corporation en tant qu'école sœur en 1894 et transférée en 1969 sur son site actuel au Barbican, et la Guildhall School of Music and Drama, également installée depuis au Barbican. Elle jouxtait également le siège traditionnel de l'industrie de la presse britannique, Fleet Street.
Ce bâtiment est toujours debout et est protégé par un ordre de préservation ; Modèle : Il était occupé par la banque d'investissement JPMorgan, et il apparaissait à gauche de la célèbre plaque d'identification de Thames Television de 1968 à 1989. Le bâtiment porte toujours le nom de l'école au-dessus de la porte. Les bâtiments auxiliaires de John Carpenter Street et Tudor Street ont cependant été démolis peu de temps après que l'école ait quitté les lieux.

### Queen Victoria Street (1986–présent)

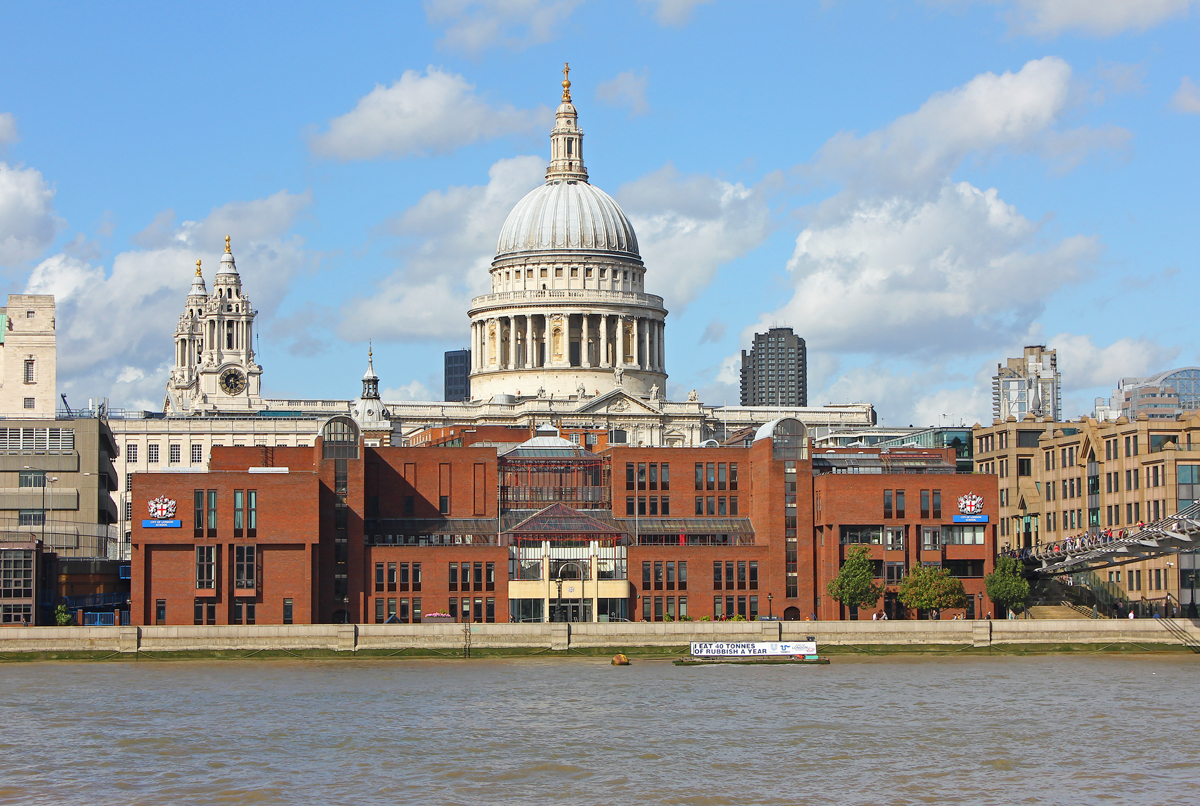
The modern red-brick building on Queen Victoria Street, used by the school since 1986.

Le bâtiment actuel, situé rue Queen Victoria, a été conçu par l'architecte Thomas Meddings, de la City de Londres, ancien citoyen de l'école et ancien choriste de Temple Church. Il s'agit d'un bâtiment entièrement moderne, bien que certains vitraux et sculptures du bâtiment de Victoria Embankment aient été transférés dans ce nouveau bâtiment. Un bloc de design et de technologie a été ajouté au bâtiment en 1990, puis transformé en 2008 en un bâtiment principalement utilisé par les départements TIC et musique, bien que certaines installations de design et de technologie soient conservées. Le bâtiment a été conçu selon une grille structurelle et des murs non porteurs ont été utilisés afin de faciliter les modifications de l'agencement intérieur si nécessaire. La conception de l'école est également quelque peu inhabituelle : elle a été construite en évitant un tunnel routier au centre des locaux. Ainsi, les premier et deuxième étages du bâtiment ne pouvaient être construits que de part et d'autre du tunnel. La charge au troisième étage, directement au-dessus du tunnel routier, est également limitée ; une cour s'étend donc jusqu'au cinquième étage, entouré par le bâtiment, dans cette zone. Le bâtiment actuel est ouvert au public chaque année un week-end de septembre dans le cadre de l'événement Open House London.
En 2020, un concours international en deux étapes a été annoncé pour une rénovation de 19 millions de livres sterling du bâtiment actuel de la City of London School. Le concours, organisé par New London Architecture pour le compte de la City of London Corporation, sélectionnera le projet apportant une modernisation « innovante et durable » au complexe immobilier. Ce projet s'inscrit dans un plan global d'extension de la capacité de l'école. Le contrat a été remporté grâce à une proposition conjointe de Morris & Co. et Freehaus.
La vue de face du bâtiment au bord de la Tamise avec la cathédrale Saint-Paul en arrière-plan et le Millennium Bridge à droite est parfois vue dans les médias populaires tels que dans le compte à rebours de 60 secondes de BBC News ainsi que dans une première scène du film de 2005, The Constant Gardener et dans le film de 2009 Harry Potter et le Prince de sang-mêlé.

## Vie scolaire

### Houses
City of London School has six Houses: Abbott, Beaufoy, Carpenter, Hale, Mortimer, and Seeley. As well as houses named after the founder of the school John Carpenter and former headmasters Edwin Abbott and 
George Mortimer, they include houses named after important Old Citizens or school benefactors including Beaufoy, a philanthropist who donated the sum of £10,000 (about £660,000 in 2016) in the 18th century, Hale who played a significant role in the school's founding and Seeley, a famous historian who attended the school. Boys are assigned to a House in the Third Form (13 years old), in which they stay throughout their school career. There are inter-house events (e.g. sports, literature, maths) which contribute points to an overall Interhouse Competition that is decided at the end of the year, of which the reigning 2023-24 champions are Mortimer House,.

### School uniform
The school requires school uniform for all pupils up to the fifth form. Sixth formers do not have to wear uniform, but are required to wear suits and the sixth form school tie.

### Curriculum
In 2019, The Daily Telegraph placed the school eighth in its League Tables of Independent School A-level results, with 81.2% of entries gaining A* or A grades at A-level. The Telegraph also placed it 6th for GCSE results, with 94.62% of papers graded 9-7 (A*-A in the old system). As of 2017 around 35 pupils took up places at Oxbridge each year.
Pupils are required to take a minimum of ten GCSE subjects in the fourth and fifth form of which six, mathematics, English Language, English literature, biology, chemistry and physics are chosen for all students. Of the remaining four options, one must be a humanity and another a modern foreign language. Additionally, one GCSE subject may be dropped in favour of the Higher Project Qualification (HPQ) offered in design, computing and robotics lessons, the GCSE level equivalent of the Extended Project Qualification (EPQ). Additional subjects and qualifications are taken by some students. In 2007 the school also started offering IGCSE in some subjects.
In the sixth form, boys take either three or four subjects at A-level, or three subjects and an Extended Project Qualification (EPQ). Subjects on offer include Geography, History and Politics, Economics, Mathematics, Language and Literature, Music, Modern Languages, Chemistry, Biology, Physics, Drama and Theatre, Classical Civilization, Latin & Greek, Design and Visual Arts, Religious Education, Information Technology and Physical Education. There is also a programme of PSHE, and games at all levels, and an ICT programme for the first and second forms.

### Extracurricular activities
The school offers many extracurricular activities. These include over 50 clubs and societies including a Model United Nations, public speaking and debating society which frequently participates in international competitions; the Square Mile Club, which in the past has attracted notable speakers such as Sir Trevor Macdonald, Brian Paddick, Sir David Pepper and Ian Livingston; and even a student-founded Star Wars Society. Boys themselves can create and manage clubs, with school funding available for activities. There are also trips, opportunities to carry out community service and a Combined Cadet Force. The school also gives boys the opportunity to receive instrumental tuition as well as join music groups including orchestras and choirs. The school also offers sports including football, cricket, basketball, water polo, swimming, sailing, fencing, squash, badminton, fives, athletics, cross-country, judo, karate and indoor rowing. Most of these sports take place on school facilities. Sports such as sailing and climbing take place on non-school facilities. Boys also represent the school in competitions at varying levels.
The school has a tradition of supporting a charity, chosen by the boys through a ballot, each academic year. The fundraising activities are coordinated by the boys and events take place throughout the year to raise money for the selected charity. An average of £50,000 is raised each year.

### Facilities

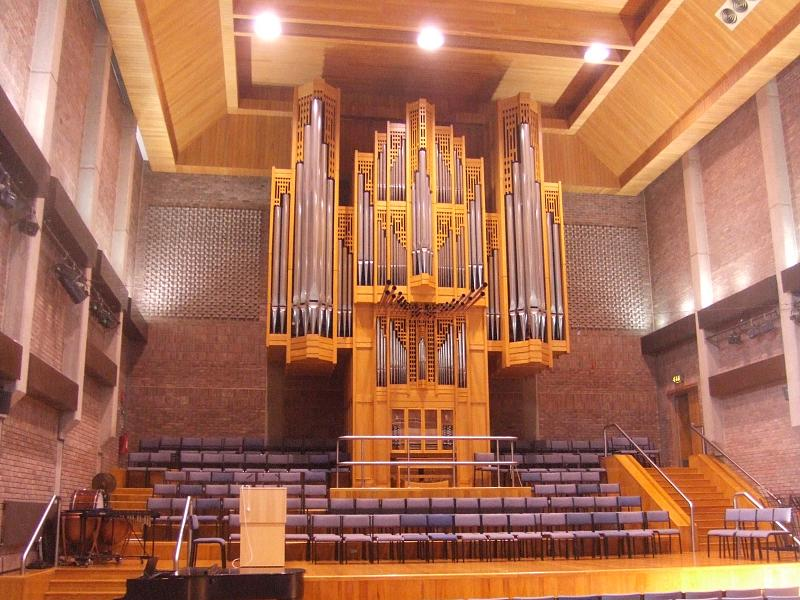
The Great Hall stage and Walker organ, originally designed for the Victoria Embankment school building.

The school's sports facilities include a multi-purpose indoor sports hall, a 25-metre swimming pool, a gym, a rooftop AstroTurf football pitch and grass playing fields and athletics tracks at Grove Park, Lewisham. Music facilities include three ensemble rooms, ten rehearsal rooms and a music technology lab. Other facilities include the Great Hall, a sixth form common room, a bookshop, a library, an archive room, three ICT labs, facilities for the Combined Cadet Force (including a rifle range), a drama studio, two playgrounds and a drama theatre. The Great Hall houses a Walker organ which was moved from the previous school building and put into a new casing. The organ has 3 manual departments, 61 notes and a pedal department with 32 notes as well as 43 stops, 4 tremulants and 6 couplers,. The drama theatre (Winterflood Theatre) was rebuilt in 2009 at a value of £1.3 million. The project was jointly funded by City entrepreneur Brian Winterflood and the City of London Corporation. The new theatre was designed by architectural firm RHWL and built by Wilmott Dixon Construction,,.

### Traditional events
Some traditional events are held annually, although attendance is no longer compulsory. This includes the annual prize giving ceremony at Guildhall, London and the annual carol service at Temple Church, among others. The school is also home to the annual London Classical Reading Competition, participated in by schools nationwide. Another traditional event is "muck-up day" celebrated by the leaving year group at the end of formal schooling in their final year at the school. In 2015 this attracted police attention when plans to bring in paint for "raucous" celebrations led to concerns about disruption to the city's financial district. The headmistress barred the year group from school grounds "for their own safety", and told them that any such behaviour would result in their UCAS forms being "ripped up".

### Governance
Today, the City of London School's policies are maintained by a board of governors. It continues to be under the governance of the City of London Corporation (the governing body of the City of London headed by the Lord Mayor of the City of London, as opposed to Greater London, as well as an independent corporation). The school is under the governance of the City of London Corporation's corporate arm as opposed to its Local Authority arm.
The school is one of the three independent secondary schools owned by the City of London Corporation, the other two being the City of London School for Girls and the City of London Freemen's School. The City of London School for Girls located in the Barbican is a fifteen-minute walk away from the school and there are joint events, such as social evenings, concerts and plays, with the school throughout the year.

## Directeurs
- 1837-1840 : J. A. Giles
- 1840-1865 : Rev. Dr. G. F. Mortimer
- 1865-1889 : Edwin Abbott Abbott
- 1889-1905 : Arthur Pollard
- 1905–1929 : Rev. Dr. Arthur Chilton
- 1929–1950 : F. R. Dale
- 1950–1965 : Dr. Arthur Willoughby Barton
- 1965–1984 : James Ashley Boyes
- 1984–1990 : Martin Hammond
- 1990–1995 : Bryan G. Bass
- 1995–1998 : Roger J. Dancey
- 1998–1999 : David J. Grossel
- 1999–2013 : David R. Levin
- 2014- : Sarah K. Fletcher